# 圣热尔韦莱班勒法耶站
圣热尔韦莱班勒法耶站，简称圣热尔韦莱班站，是法国的一个铁路车站，位于法国东部上萨瓦省圣热尔韦莱班市勒法耶村境内。
圣热尔韦莱班勒法耶站是法国标准铁路网中距离勃朗峰最近的铁路车站。每年冬季开行大量前往法国乃至欧洲各地的长途高铁列车。

## 位置
圣热尔韦莱班勒法耶站位于圣热尔韦莱班市区的北部，福龙河畔拉罗什－圣热尔韦莱班铁路46.913公里处，也是圣热尔韦莱班－瓦洛西讷铁路的起点。车站大致呈东西走向，开口朝南。
勃朗峰登山列车则属于站外的配套交通设施。
在2016年以前，该站冬季每天和夏季每周末开行前往巴黎的夜班列车。

## 站台设置
| 北↑ |             |                       |  |
|     |             | （存车线）            |  |
|     |             | （存车线）            |  |
|     | 岛式        |                       |  |
| D道 |             | 瓦洛西讷方向（窄轨）→ |  |
| C道 |             | 瓦洛西讷方向（窄轨）→ |  |
|     | 岛式        |                       |  |
| B道 |             | ←克吕兹方向（准轨）   |  |
| A道 |             | ←克吕兹方向（准轨）   |  |
|     | 侧式 主站房 |                       |  |
| 南↓ |             |                       |  |

## 停靠线路
以下列车线路在圣热尔韦莱班勒法耶站停靠：
| 圣热尔韦莱班勒法耶站列车线路表 |      |                             |          |              |
| 线路                           | 车种 | 上一站                      | 下一站   | 大致运行频率 |
| （各地）—圣热尔韦莱班          | TGV  | 克吕斯                      | （终点） | [ 註 3 ]     |
| 阿讷西—圣热尔韦莱班            | TER  | 克吕斯/萨朗什-孔布卢-默热沃 | （终点） | 每天8趟左右  |
| 贝勒加德/阿讷马斯—圣热尔韦莱班 | TER  | 克吕斯/萨朗什-孔布卢-默热沃 | （终点） | 每天7趟左右  |
| 里昂—圣热尔韦莱班              | TER  | 克吕斯/萨朗什-孔布卢-默热沃 | （终点） | 每天2趟左右  |
| 1. 2. 3. 4.                    |      |                             |          |              |

## 配套交通

### 有轨电车
勃朗峰登山列车（法語：Tramway de Mont-Blanc，简称TMB）的起点站位于圣热尔韦莱班勒法耶站前方。该线路连接圣热尔韦莱班和勃朗峰山区内的滑雪场，终点站为勒沙山（法語：Mont Lechat）。

### 长途客车
| 停靠圣热尔韦莱班勒法耶站的大巴车 |                        | |
| 上下车地点                       | 运营单位               | 主要线路及目的地 |
| 圣热尔韦莱班勒法耶站门口         | 上萨瓦省城际客运 LIHSA | T74 日内瓦 · 日内瓦国际机场 81 勃朗峰霞慕尼 · 莱苏什 · 萨朗什 · 克吕斯 82 勃朗峰霞慕尼 · 莱苏什 · 德米卡尔捷 · 默热沃 · 阿尔利河畔普拉 84 萨朗什 · 多芒西 · 莱孔塔米讷-蒙茹瓦 85 萨朗什 · 帕西 |
| 圣热尔韦莱班勒法耶站门口         | SNCF Car TER           | 03 福龙河畔拉罗什 · 贝勒加德 · 里昂 当铁路线施工或罢工时，SNCF可能也会提供途径该线路沿途站点的大巴车                                                                                           |
| 1. 2. 3.                         |                        | |

### 城市公共交通
| 圣热尔韦莱班勒法耶站附近的市内公共交通线路 |              |                                   |
| 公交车站名称                               | 位置         | 停靠线路                          |
| 勒法耶                                     | 中文站名门口 | D 勒法耶（Le Fayet） ↔ 圣热尔韦缆车站（Télécabine de Saint-Gervais） |
| 1.                                         |              |                                   |

### 社会车辆
圣热尔韦莱班勒法耶站门口设有社会车辆停车场。

## 临近车站
| 圣热尔韦莱班勒法耶站（Gare de Saint-Gervais-les-Bains-Le-Fayet） |                                  |                |
| 上行车站                                                         | 线路                             | 下行车站       |
| 萨朗什-孔布卢-默热沃站 6.3km ←                                   | 福龙河畔拉罗什－圣热尔韦莱班铁路 | （终点）       |
| （起点）                                                         | 圣热尔韦莱班－瓦洛西讷铁路       | 谢德站 → 2.7km |
| - 本表仅显示运营中的线路及车站                                   |                                  |                |